# Vízerőmű

Vízerőmű vázlata
A: víztározó B: gépház C: vízturbina
D: generátor E: vízbevezetés F: frissvíz-csatorna
G: villamos távvezeték H: folyó

A vízerőmű olyan erőmű, a folyók vízhozamából megújuló energiaforrásként kinyerhető vízenergiát hasznosítja az elektromos áramot termelő turbinák segítségével. A világ vízerőműveinek összteljesítménye mintegy 715 000 MW, a Föld elektromos összteljesítményének 19%-a (2003-ban 16%-a), a megújuló energiahasznosításnak 2005-ben a 63%-a.
Bár a nagy vízerőművek dolgozzák fel a legtöbb vízienergiát, a kis vízerőművek (5 MW teljesítményig) jelentősége is nagy, ezek különösen népszerűek Kínában, ahol a világ kisvízerőmű-kapacitásának több mint 50%-a üzemel.

## A vízerőművek fajtái

### Duzzasztós vízerőmű
A vízi energiát leggyakrabban egy gáttal elrekesztett folyó vagy patak a gát mögötti tározóban felgyűlt vizének felhasználásával vízturbinák és elektromos generátorok nyerik ki és villamos energia formájában szállítják el. Ebben az esetben a hasznosított energia mennyisége az átömlő víz mennyiségétől és a víz forrása és a víz kilépése helyének magasságkülönbségétől függ. Ezt a magasságkülönbséget esésnek nevezik. A potenciális energia egyenesen arányos az eséssel. A rendelkezésre álló esés jó kihasználása különleges csővezetékekkel és turbinakonstrukciókkal oldható meg.
Az ilyen erőmű használható egyenletes üzemmódban, ilyenkor a teljesítménye megegyezik az említett paraméterei által meghatározott átlagteljesítménnyel. De használható csúcserőműként is, amikor a felmerülő napi-napszaki energiaigénynek megfelelő mennyiségű vizet engednek át rajta és így szabályozzák a pillanatnyi teljesítményét.

### Szivattyús-tározós erőmű
A szivattyús energiatározó vízerőművek csupán energia tárolására szolgálnak. Az energiafogyasztási csúcsok folyamán használják energiatermelésre, úgy, hogy két különböző szintmagasságú víztározó között a magasabban fekvőből az alacsonyabban fekvőbe engedik át a vizet egy vízturbinán keresztül. Amikor kevés a villamosenergia-fogyasztás, a vizet visszaszivattyúzzák a generátort villanymotorként, a turbinát pedig szivattyúként használva a felső víztározóba. A rendszer összenergia-mérlege önmagában természetesen veszteséges, haszon abból származik, hogy csúcsüzemben a hálózatnak eladott villamos energia ára többszöröse a csúcsidőn kívüli energia árának, az egész energiarendszer összhatásfoka szempontjából pedig kedvező, hogy a fosszilis tüzelőanyagot elégető alaperőművek és az atomerőművek jó hatásfokkal, közel állandó terheléssel üzemelhetnek.

### Folyóvizes erőmű
A vízerőmű legrégebbi típusa a folyóra, vagy patakra telepített vízkerék. A víz energiáját az emberiség régóta használja. Kínában, Egyiptomban és Mezopotámiában vízkerekeket alkalmaztak a víz mechanikus energiájának közvetlen alkalmazására. Vízemelő szerkezetet vagy malmot hajtottak vele. Az ipari forradalom kezdetén, a gőzgép elterjedése előtt vagy azzal párhuzamosan fonógépeket, szövőgépeket hajtottak velük az ekkor először épített gyárakban.
A harmadik világban ma is alkalmaznak kisteljesítményű áramfejlesztő erőműveket, amelyek ehhez a típushoz tartoznak.

### Föld alatti vízerőmű
Természetes vízfolyások nagy szintkülönbsége, például vízesések, hegyi tavak esetén alagutat építhetnek a két szint összekötésére, és ebben vezetik a vizet a benne elhelyezett turbinákon keresztül. Ezt a megoldást alkalmazni lehet nagy szintkülönbségű hegyi duzzasztásnál is, mint például a Hoover-gát.

### Árapályerőmű

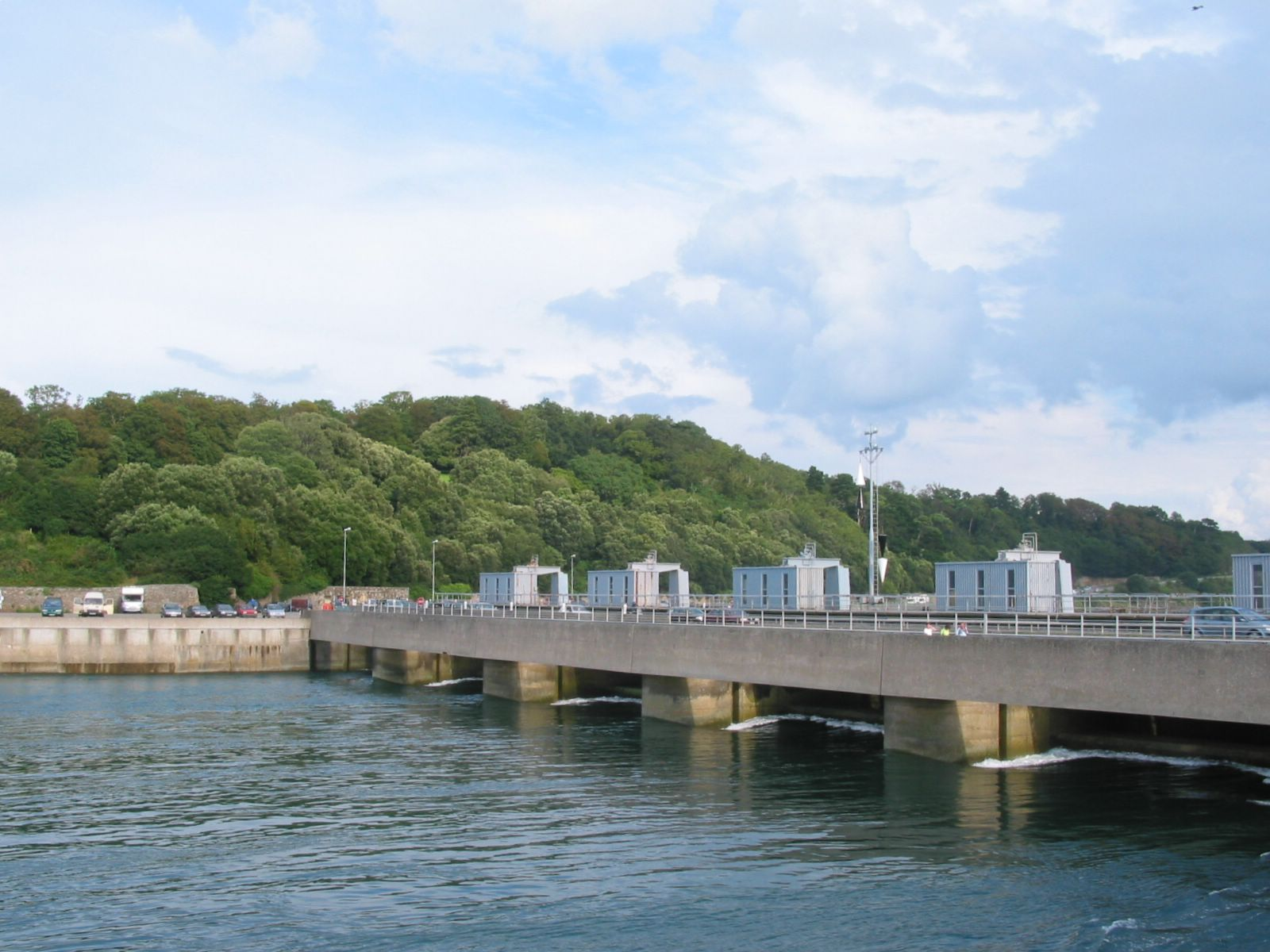
A bretagne-i rance-i árapályerőmű

Az árapályerőművek a tenger napi rendszerességgel bekövetkező áradásának-apadásának szintkülönbségét hasznosítják, ha lehetőség van bizonyos vízmennyiség tározására is, akkor szintén kihasználható a napi fogyasztási csúcsok enyhítésére.

### Hullámerőmű
A tenger hullámzásának energiáját hasznosító erőmű.

### Tengeráramlat-erőmű
Kísérleti jelleggel épített erőmű erős tengeráramlatok kinetikus energiájának hasznosítására.

## A hasznosítható esés szerinti osztályozás

### Kis esésű vízerőmű
- Esés: <15 m
- Vízhozam: nagy
- Felhasználás: alaperőmű (teljesítmény kihasználás >50%)

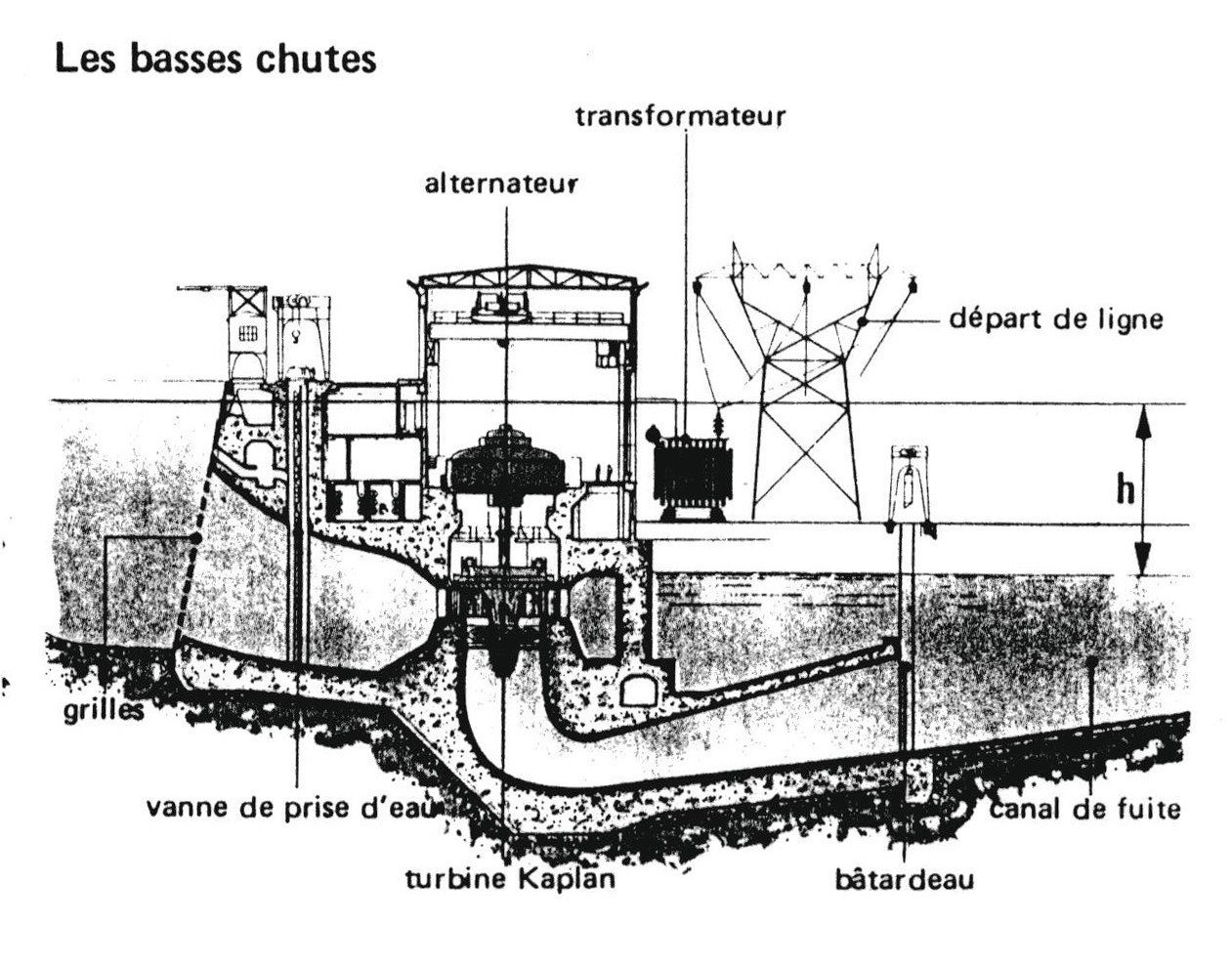
Kis esésű vízerőmű

- Beépített turbinák: Kaplan-turbina, keresztáramú turbina, mint például a Bánki-turbina

### Közepes esésű vízerőmű
- Esés: 15–50 m
- Vízhozam: közepes-nagy

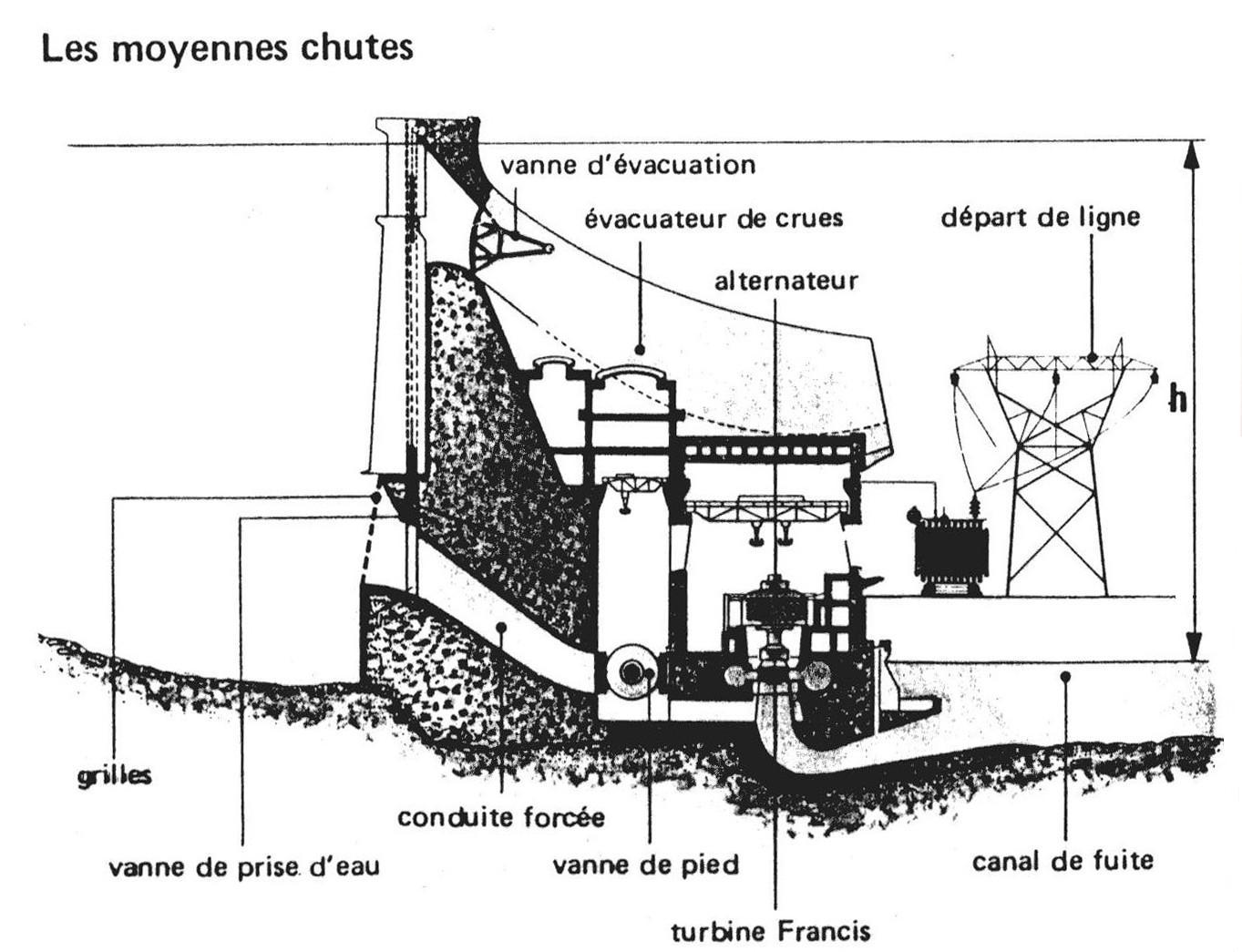
Közepes esésű vízerőmű

- Felhasználás: alaperőmű, közepes kihasználás (30-50%)
- Beépített turbinák: Francis-turbina, Kaplan-turbina, keresztáramú turbina

### Nagy esésű vízerőmű
- Esés: 50–2000 m
- Vízhozam: kicsi
- Felhasználás: csúcserőmű

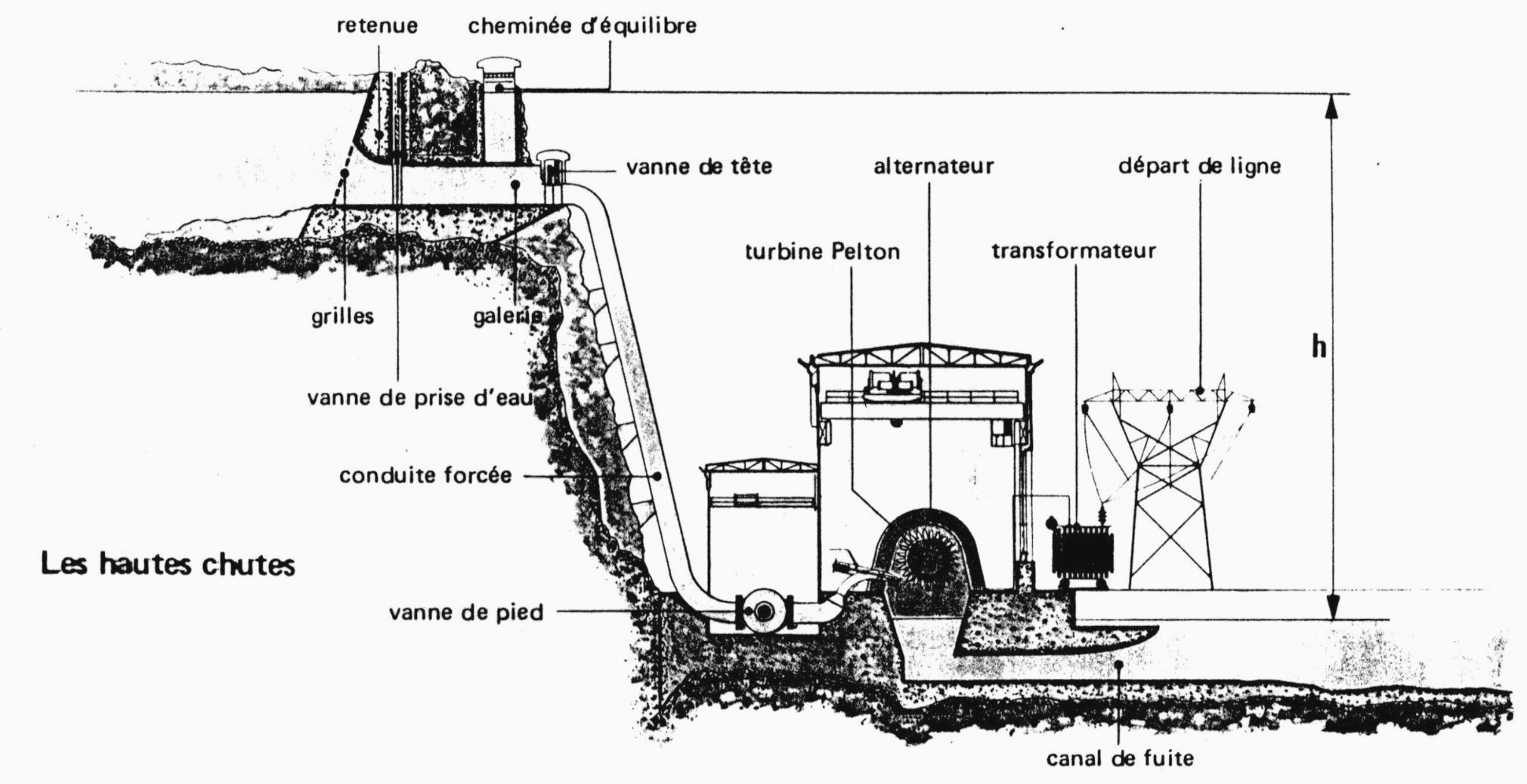
Nagy esésű vízerőmű

- Beépített turbinák: Francis-turbina, Pelton-turbina

## Teljesítmény
Egy vízerőmű P teljesítményét egyszerű számítani a h esés, a Q másodpercenkénti vízhozam és az {\displaystyle \eta } hatásfok segítségével, mely utóbbiban a vízbevezető csatornák, a vízturbina, az esetleges hajtómű, a generátor és a transzformátor veszteségeit is figyelembe lehet venni:
{\displaystyle P\left[kW\right]=Q\left[m^{3}/s\right]\cdot h\left[m\right]\cdot a\left[kN/m^{3}\right]}
Az a tényező értéke gyakorlatilag minden esetben állandó:
{\displaystyle a=g\cdot \rho \cdot \eta =7500\left[N/m^{3}\right]},
ahol
g a nehézségi gyorsulás (9,81 m/s²),
{\displaystyle \rho } a víz sűrűsége (1000 kg/m³) és
{\displaystyle \eta } az erőmű összhatásfoka, feltételezzük, hogy ennek értéke 76,5%
A hatásfok korszerű, nagy vízerőműveknél ennél nagyobb lehet, kisebb, illetve régi erőművek esetében viszont rosszabb hatásfokkal kell számolni. Az évi kitermelhető villamosenergia erősen függ a vízhozamtól, egyes esetekben a vízhozam legkisebb értéke a legnagyobb vízhozam 10%-a is lehet.

## Épülőfélben lévő nagy vízerőművek
| Név                  | Legnagyobb teljesítmény | Ország      | Építés kezdete     | Tervezett befejezés | Megjegyzés |
| -------------------- | ----------------------- | ----------- | ------------------ | ------------------- | --- |
| Három-szurdok-gát    | 22 500 MW               | Kína        | 1994. december 14. | 2009.               | A világ legnagyobb erőműve. Az első áramot 2003 júliusában adta, 2007 októbere óta 12 600 MW kapacitással üzemel              |
| Xiluodu-gát          | 12 600 MW               | Kína        | 2005. december 26. | 2015.               | Az építkezést egyszer szüneteltették a környezetvédelmi tanulmányok hiánya miatt.                                             |
| Baihetan-gát         | 12 000 MW               | Kína        | 2009.              | 2015.               | Építés előkészítés alatt |
| Wudongde-gát         | 7000 MW                 | Kína        | 2009.              | 2015.               | Építés előkészítés alatt |
| Longtan-gát          | 6300 MW                 | Kína        | 2001. július 1.    | 2009. december      | |
| Xiangjiaba-gát       | 6000 MW                 | Kína        | 2006. november 26. | 2009.               | |
| Jinping 2 vízerőmű   | 4800 MW                 | Kína        | 2007. január 30.   | 2014.               | A gát felépítéséhez csak 23 családot és 129 helyi lakost kellett elköltöztetni. A Jinping 1 erőművel összhangban üzemel.      |
| Laxiwa-gát           | 4200 MW                 | Kína        | 2006, április 18.  | 2010.               | |
| Xiaowan-gát          | 4200 MW                 | Kína        | 2002. január 1.    | 2012. december      | |
| Jinping 1 vízerőmű   | 3600 MW                 | Kína        | 2005. november 11. | 2014.               | |
| Jirau-gát            | 3300 MW                 | Brazília    | 2007.              | 2012.               | |
| Pubugou-gát          | 3300 MW                 | Kína        | 2004. március 30.  | 2010.               | |
| Pati-gát             | 3300 MW                 | Argentína   |                    |                     | |
| Santo Antônio-gát    | 3150 MW                 | Brazília    | 2007.              | 2012.               | |
| Goupitan-gát         | 3000 MW                 | Kína        | 2003. november 8.  | 2011.               | |
| Boguchan-gát         | 3000 MW                 | Oroszország | 1980.              | 2012.               | |
| Chapetón             | 3000 MW                 | Argentína   |                    |                     | |
| Guandi-gát           | 2400 MW                 | Kína        | 2007.              | 2012.               | |
| Son la-gát           | 2400 MW                 | Vietnám     | 2005.              |                     | |
| Tocoma (Manuel Piar) | 2160 MW                 | Venezuela   | 2004.              | 2014.               | Ez az új erőmű az utolsó a Caroni medencébe telepített hat vízerőmű közül, melyek közé tartozik a 10 000 MW-os Guri erőmű is. |
| Bureya-gát           | 2010 MW                 | Oroszország | 1978.              | 2009.               | |
| Alsó Subansiri-gát   | 2000 MW                 | India       | 2005.              | 2009.               | |

Ez a 12 kínai erőmű 89 400 MW (89,4 GW) összteljesítményű lesz, ha elkészül. Összehasonlításképpen Brazília vízerőműveinek összteljesítménye 2006-ban 69 080 MW (69,08 GW) volt (harmadikként a világranglistán).

## Vízerőművek Magyarországon
Magyarországon a Bős–nagymarosi vízlépcső lett volna a legnagyobb ilyen jellegű építmény, bár környezet- és ivóvízvédelmi okokból nem az eredeti tervek szerint épült meg.
A századfordulón néhány vízimalmot törpe vízerőműre alakítottak át, amelyek csak elektromos energiát termeltek (a Gyöngyös-patakon, a Pinkán, a Kis-Rábán, a Répcén, a Lajtán és a Séden).
Hazai vízerőművek: az ikervári vízerőmű (1896), a gibárti vízerőmű (1903), a felsődobszai vízerőmű (1906), a csörötneki vízerőmű (1909), a pornóapáti vízerőmű (1920), a körmendi vízerőmű (1930), a kesznyéteni vízerőmű (1943), a tiszalöki vízerőmű (1959), az alsószölnöki vízerőmű (1960), a Kvassay szivattyútelep és vízerőmű (1962), a kiskörei vízerőmű (1974), a kenyeri vízerőmű (2008), a békésszentandrási duzzasztó (2013).
A második legnagyobb, a tiszalöki vízerőmű építési terve 1863-ban fogalmazódott meg. A vízlépcső 1954-ben, a hajózsilip 1958-ban készült el. A vízerőművet 1959-ben helyezték üzembe. A legnagyobb, a kiskörei vízerőmű építése 1967-ben kezdődött, a vízerőmű technológiai berendezései 1974-ben készültek el.

## Légi fotó galéria

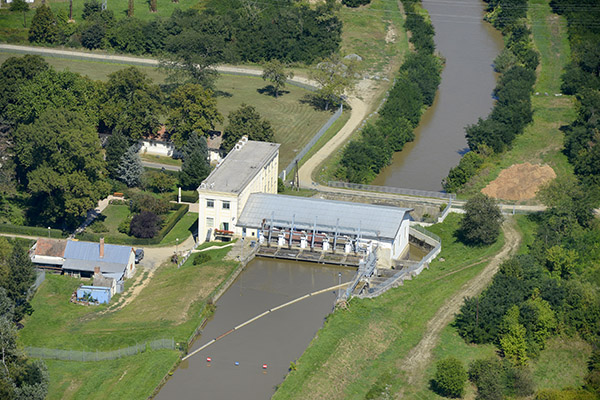
Ikervári vízerőmű légi fotón
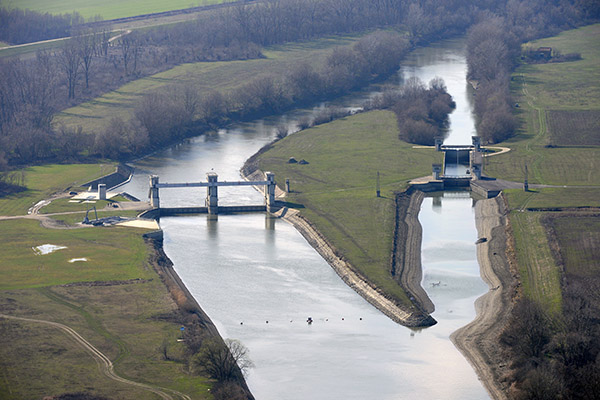
Békésszentandrás, vízerőmű légi fotón
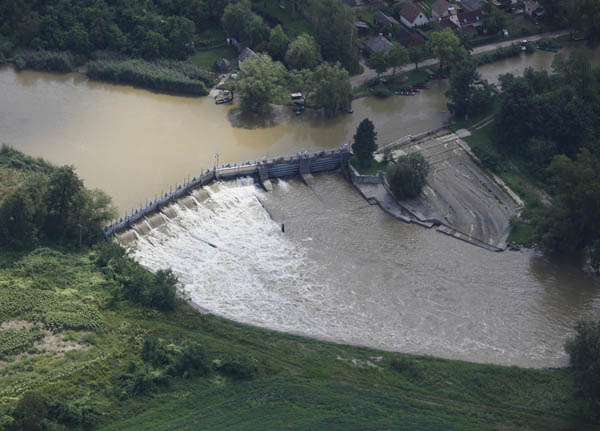
Felsődobsza, vízerőmű légi fotón
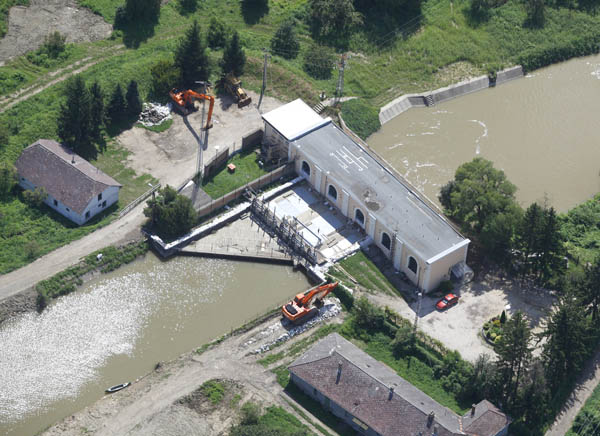
Gibárti vízerőmű légi felvételen
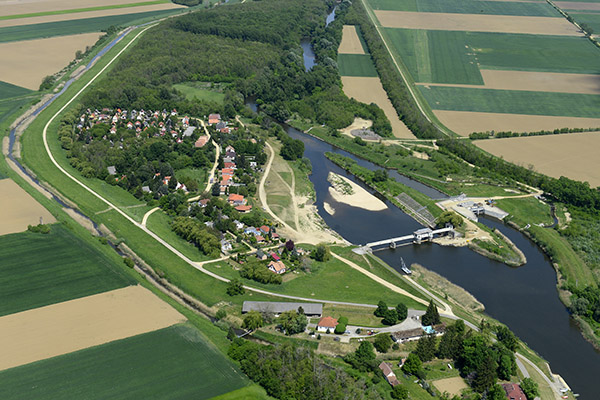
A nicki duzzasztómű, légi fotó
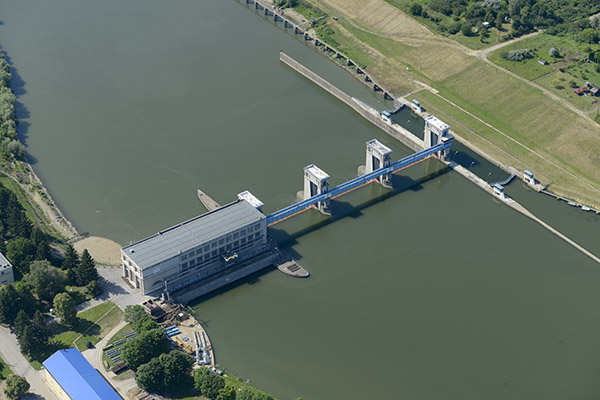
Tiszalöki vízerőmű légi fotón
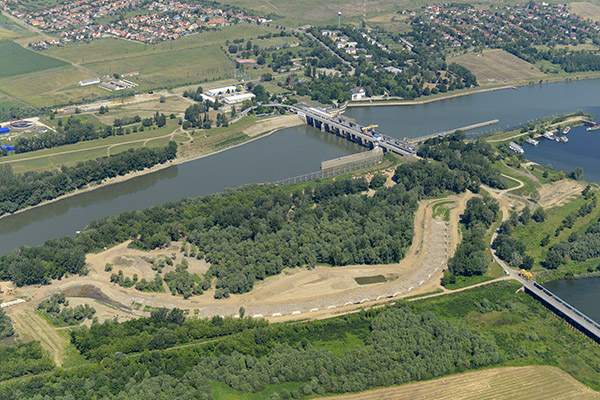
Kiskörei vízerőmű légi felvételen

## Turbinák
1820-tól beszélhetünk a vízturbinák fejlődéséről. Különböző turbinákat ismerünk, például: Bánki-turbina, bulb-turbina, Francis-turbina, Kaplan-turbina, Pelton-turbina, propeller-turbina, szivattyú-turbina.